# Bièvres (Ardennes)
Pour les articles homonymes, voir Bièvres.
Bièvres est une commune française située dans le département des Ardennes, en région Grand Est.

## Géographie
|                     | Margut          | Signy-Montlibert             |
| La Ferté-sur-Chiers | Bièvres         | Thonne-le-Thil Meuse         |
| Lamouilly Meuse     | Brouennes Meuse | Chauvency-Saint-Hubert Meuse |

### Hydrographie
La commune est dans le bassin versant de la Meuse au sein du bassin Rhin-Meuse. Elle est drainée par le ruisseau de Bièvre,.

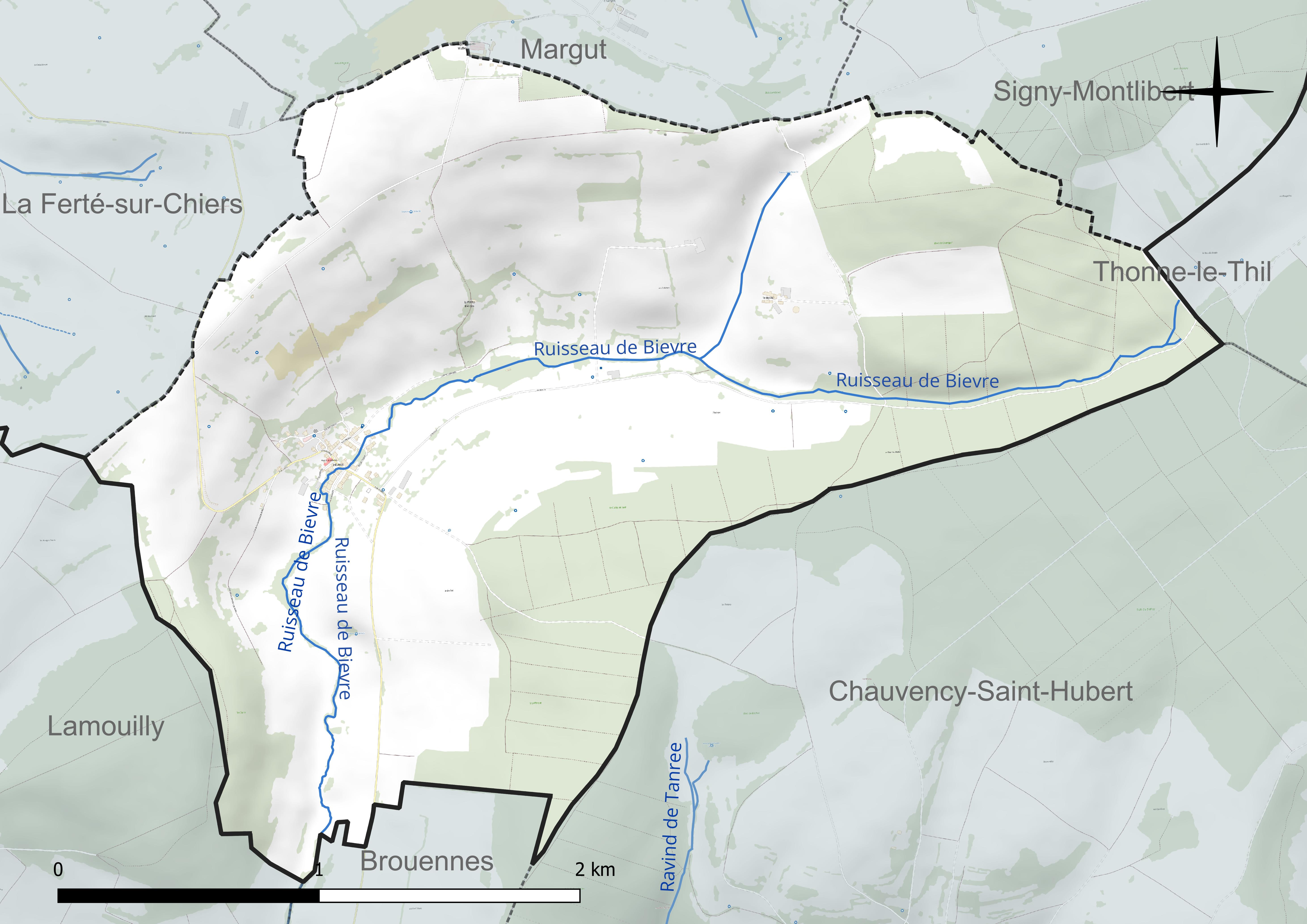
Réseaux hydrographique de Bièvres.

### Climat
Pour des articles plus généraux, voir Climat du Grand Est et Climat des Ardennes.
En 2010, le climat de la commune est de type climat de montagne, selon une étude du Centre national de la recherche scientifique s'appuyant sur une série de données couvrant la période 1971-2000. En 2020, Météo-France publie une typologie des climats de la France métropolitaine dans laquelle la commune est dans une zone de transition entre le climat océanique altéré et le climat océanique altéré et est dans la région climatique Lorraine, plateau de Langres, Morvan, caractérisée par un hiver rude (1,5 °C), des vents modérés et des brouillards fréquents en automne et hiver.
Pour la période 1971-2000, la température annuelle moyenne est de 9,6 °C, avec une amplitude thermique annuelle de 15,9 °C. Le cumul annuel moyen de précipitations est de 983 mm, avec 14 jours de précipitations en janvier et 9,8 jours en juillet. Pour la période 1991-2020, la température moyenne annuelle observée sur la station météorologique de Météo-France la plus proche, « Linay », sur la commune de Linay à 7 km à vol d'oiseau, est de 10,4 °C et le cumul annuel moyen de précipitations est de 969,0 mm. 
La température maximale relevée sur cette station est de 42 °C, atteinte le 25 juillet 2019 ; la température minimale est de −24 °C, atteinte le 9 janvier 1985,,.
Les paramètres climatiques de la commune ont été estimés pour le milieu du siècle (2041-2070) selon différents scénarios d'émission de gaz à effet de serre à partir des nouvelles projections climatiques de référence DRIAS-2020. Ils sont consultables sur un site dédié publié par Météo-France en novembre 2022.

## Urbanisme

### Typologie
Au 1er janvier 2024, Bièvres est catégorisée commune rurale à habitat très dispersé, selon la nouvelle grille communale de densité à 7 niveaux définie par l'Insee en 2022.
Elle est située hors unité urbaine et hors attraction des villes,.

### Occupation des sols
L'occupation des sols de la commune, telle qu'elle ressort de la base de données européenne d’occupation biophysique des sols Corine Land Cover (CLC), est marquée par l'importance des territoires agricoles (68,8 % en 2018), une proportion sensiblement équivalente à celle de 1990 (69,6 %). La répartition détaillée en 2018 est la suivante : 
prairies (55,4 %), forêts (31,2 %), terres arables (13,5 %). L'évolution de l’occupation des sols de la commune et de ses infrastructures peut être observée sur les différentes représentations cartographiques du territoire : la carte de Cassini (XVIIIe siècle), la carte d'état-major (1820-1866) et les cartes ou photos aériennes de l'IGN pour la période actuelle (1950 à aujourd'hui).

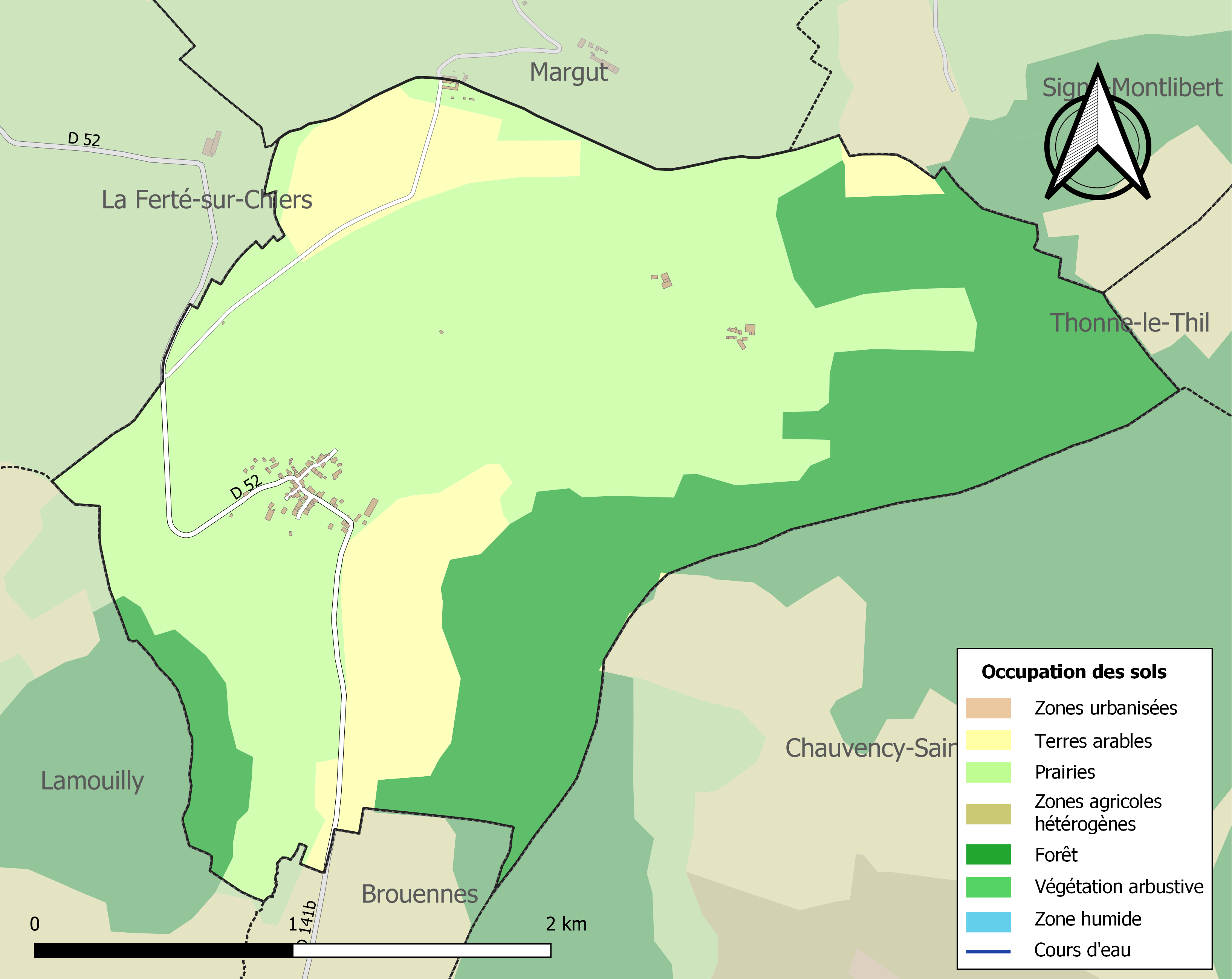
Carte des infrastructures et de l'occupation des sols de la commune en 2018 (CLC).

## Toponymie
L'étymologie du nom vient du terme lorrain « bièvres » signifiant « castors »
Des variantes (castor se dit bever en néerlandais et en allemand, du mot gaulois bebero), de cette appellation qui ont donné d'autres toponymes, tels Biévène ou Bévercé en Belgique.

## Histoire
- 23 août 1914 - Engagement du 135e régiment d'infanterie à Bièvres : «À 4 h 30, le régiment prend ses emplacements de combat (...) À 6 h 30, la 9e compagnie est envoyée dans les bois NO de Bièvres où l'escadron divisionnaire vient d'avoir un engagement avec des uhlans (...) À 7h, le 1er bataillon est amené sur la route Bièvres - Oudremont (...) À ce moment la fusillade commence entre notre 1re ligne et les Allemands qui commencent à se montrer (...) Bientôt un véritable ouragan de fer et de mitraille commence à pleuvoir sur nos lignes (...) Le commandant de la Valette, en remettant de l'ordre dans une formation désunie, est blessé à la jambe. Le feu redouble d'activité : obus à balles et à explosifs, obus de calibre 105 pleuvent sur le régiment(...) À 9 heures, le colonel de Bazelaire qui, pendant toute l'action, s'était tenu au point le plus dangereux, est blessé par un éclat d'obus. Pansé tant bien que mal, il reste à son poste de commandement et ne se retire que peu de temps avant le commencement de la retraite»[14].

## Politique et administration
| Période                                  | Période                      | Identité                                      | Étiquette | Qualité |
| ---------------------------------------- | ---------------------------- | --------------------------------------------- | --------- | ------- |
| mars 1983                                | En cours (au 3 juillet 2020) | Michel Vignol, Réélu pour le mandat 2020-2026 |           |         |
| Les données manquantes sont à compléter. |                              |                                               |           |         |

## Démographie
L'évolution du nombre d'habitants est connue à travers les recensements de la population effectués dans la commune depuis 1793. Pour les communes de moins de 10 000 habitants, une enquête de recensement portant sur toute la population est réalisée tous les cinq ans, les populations de référence des années intermédiaires étant quant à elles estimées par interpolation ou extrapolation. Pour la commune, le premier recensement exhaustif entrant dans le cadre du nouveau dispositif a été réalisé en 2004.

En 2022, la commune comptait 46 habitants, en évolution de −8 % par rapport à 2016 (Ardennes : −2,97 %, France hors Mayotte : +2,11 %).
| 1793 | 1800 | 1806 | 1821 | 1831 | 1836 | 1841 | 1846 | 1851 |
| ---- | ---- | ---- | ---- | ---- | ---- | ---- | ---- | ---- |
| 318  | 280  | 345  | 353  | 396  | 445  | 429  | 411  | 391  |

| 1866 | 1872 | 1876 | 1881 | 1886 | 1891 | 1896 | 1901 | 1906 |
| ---- | ---- | ---- | ---- | ---- | ---- | ---- | ---- | ---- |
| 355  | 331  | 339  | 292  | 267  | 266  | 267  | 267  | 268  |

| 1911 | 1921 | 1926 | 1931 | 1936 | 1946 | 1954 | 1962 | 1968 |
| ---- | ---- | ---- | ---- | ---- | ---- | ---- | ---- | ---- |
| 233  | 156  | 161  | 142  | 140  | 136  | 142  | 116  | 119  |

| 1975 | 1982 | 1990 | 1999 | 2004 | 2006 | 2009 | 2014 | 2019 |
| ---- | ---- | ---- | ---- | ---- | ---- | ---- | ---- | ---- |
| 107  | 87   | 75   | 66   | 69   | 67   | 61   | 52   | 46   |

| 2022 | - | - | - | - | - | - | - | - |
| ---- | - | - | - | - | - | - | - | - |
| 46   | - | - | - | - | - | - | - | - |

## Culture locale et patrimoine

### Lieux et monuments
- Église Saint-Pierre de Bièvres.
- Chapelle du parc de l'ermitage Saint-Walfroy.

### Héraldique
| Blason de Bièvres | Blason  | De sinople enté d'or, la pointe de l'enté terminée en croisette recroisetée, accostée de deux bièvres (castors) affrontés d'argent. |
| Blason de Bièvres | Détails | Création MM. Baron, Demoncheaux et Jolly. Adopté le 23 juin 1998.                                                                   |